# Nowe Miasto (Zgierz)
Nowe Miasto – jednostka pomocnicza gminy (osiedle) Zgierza położona we wschodnio-centralnej części miasta.

## Lokalizacja
Północną granicę osiedla stanowi rzeka Bzura – fragment od skrzyżowania z torem kolejowym relacji Łódź Kaliska – Kutno do wlotu rzeki Bzury, do Stawu Miejskiego. Od wlotu rzeki Bzury do Stawu Miejskiego granica osiedla biegnie brzegiem Stawu Miejskiego, a następnie poprzez Park Tadeusza Kościuszki przecinając ulicę Piątkowską łączy się z ulicą Elizy Orzeszkowej. Ulicą Elizy Orzeszkowej (nie należy do osiedla) dochodzi do ulicy Łęczyckiej (nie należy do osiedla), skręca w ulicę Łęczycką i ulicą Łęczycką dobiega do ul. Łącznej. Skręca w ulicę Łączną (należy do osiedla) i przecinając ulicę Piątkowską i Park Tadeusza Kościuszki łączy się z ulicą Parkową. Ulicą Parkową (należy do osiedla) dochodzi do ulicy Henryka Dąbrowskiego, skręca w ulicę Henryka Dąbrowskiego i prawą stroną ulicy Henryka Dąbrowskiego (numery parzyste) przechodzi w ulicę Księdza Jerzego Popiełuszki (nie należy do osiedla), łączy się z ulicą Łódzką, skręca w ulicę Łódzką i lewą stroną ulicy Łódzkiej (numery nieparzyste) dochodzi
do skrzyżowania z ulicą Łąkową, biegnąc ul. Łąkową (nie należy do osiedla) w kierunku ul. 1 Maja, dobiega do skrzyżowania z ulicą Orlą i ulicą Wschodnią. Skręca w ulicę Wschodnią i biegnąc lewą stroną ulicy (numery nieparzyste) przecina ulicę Kolejową i łączy się z torem kolejowym relacji Łódź Kaliska – Zgierz. Załamuje się w kierunku północno-wschodnim i linią kolejową relacji Łódź Kaliska – Zgierz oraz Zgierz – Łódź Kaliska – Kutno dochodzi do skrzyżowania z rzeką Bzurą – czyli do punktu początkowego opisu.

## Adres Rady Osiedla
Osiedle Nowe Miasto w Zgierzu
95-100 Zgierz, ul. Dubois 15